# Das Singen im Dom zu Magdeburg
Das Singen im Dom zu Magdeburg ist ein Dokumentarfilm des DEFA-Studios für Dokumentarfilme von Peter Rocha aus dem Jahr 1988.

## Handlung
Ein Zug fährt über die Elbe in Magdeburg ein, bis der Dom zu erkennen ist, der in den zurückliegenden Jahrhunderten immer wieder zerstört wurde. Doch das Singen hier hat nie aufgehört und darum geht es in diesem Film, denn im Dom ist einer der ältesten deutschen Kirchenchöre zu Hause. Bereits im Jahr 1190 lauschte Walther von der Vogelweide zum Weihnachtsfest den Sängern des Domchores. Seit 1980 arbeitet der Domchor zusammen mit dem Oberkantor der jüdischen Gemeinde Berlin-West, Estrongo Nachama, einem Überlebenden des KZ Auschwitz. Gemeinsam singen sie unter der Leitung von Kirchenmusikdirektor Günther Hoff christliche und jüdische Musik. Ohne Estrongo Nachama trifft sich der Chor allein vier Mal wöchentlich und gesungen wird nicht nur zu den Gottesdiensten. Mitschnitte von den Proben und Konzerten haben einen großen Anteil an diesem Film.
Zu Bildern der Befreiung Magdeburg am 11. April 1945 durch die amerikanischen Soldaten sowie Aufnahmen der überschwemmten Elbwiesen werden Details der Vergangenheit mitgeteilt. So sagt der Kommentar über die Zeit des Nationalsozialismus: „Von den 2.400 Mitgliedern der jüdischen Gemeinde Magdeburgs wurden 1.521 ermordet, unter ihnen 187 Kinder“. Auch die Zerstörung der Stadt durch Luftangriffe am 16. Januar 1945 wird behandelt. Bereits im Dreißigjährigen Krieg wurde die Stadt trotz starker Befestigungsanlagen völlig zerstört, damals sollen 20.000 Menschen zu Tode gekommen sein. Passend zu diesen Themen singt der Chor bereits zu Beginn des Films die Trauermotette Wie liegt die Stadt so wüst des Dresdner Kreuzkantors Rudolf Mauersberger.

## Produktion und Veröffentlichung
Für die Dramaturgie war Irmgard Ritterbusch verantwortlich.
Das Singen im Dom zu Magdeburg wurde von der künstlerischen Arbeitsgemeinschaft Kontakt unter dem Arbeitstitel Magdeburger Domchor auf ORWO-Color mit mehreren Schwarzweißfilm-Sequenzen aus Archivmaterial gedreht und hatte seine festliche Premiere am 13. Oktober 1988 als Vorfilm zur Premiere des DEFA-Spielfilms Die Schauspielerin im Berliner Kino International. Die erste Ausstrahlung im Fernsehen erfolgte am 19. März 1989 im 2. Programm des Fernsehens der DDR.

## Kritik
Das Neue Deutschland schrieb:

„Getragen von einem feierlich-hymnischen Gestus ist der Film ‚Das Singen im Dom zu Magdeburg‘. DDR-Regisseur Peter Rocha erzählt aus der Geschichte und vom gemeinsamen Musizieren eines der ältesten deutschen Kirchenchöre mit dem Oberkantor der Jüdischen Gemeinde Berlin (West), Estrongo Nachama, im Magdeburger Dom. Gleichnishafte Landschaftsbilder und Dokumente vom Wiederaufbau des Doms begleiten und kommentieren den Bericht. Ein Film über das Vertrauen in die Kraft des Menschen, ein Bekenntnis zum Frieden.“